# Gerhart Eisler
Pour les articles homonymes, voir Eisler.
Gerhart Eisler, né le 20 février 1897 à Leipzig et mort le 21 mars 1968 à Erevan, en République socialiste soviétique d'Arménie, est un fonctionnaire, homme politique et journaliste est-allemand. Pendant le stalinisme, il est membre du Parti communiste d'Allemagne, travaille pour le Komintern en Chine et pour les services secrets soviétiques du GRU aux États-Unis. Il est le frère du compositeur Hanns Eisler et de Ruth Fischer, femme politique de l'aile gauche du parti communiste.

## Biographie
Ses parents sont le spécialiste de Kant et historien de la philosophie Rudolf Eisler et Ida Maria Eisler, née Fischer. Eisler grandit à Leipzig et, après le déménagement de la famille en 1901, à Vienne. Déjà dans son enfance et son adolescence façonnées par sa famille juive de la classe moyenne, il manifeste de multiples intérêts : la littérature, le football et l'alpinisme. Il s'implique dans les activités culturelles pour la jeunesse et écrit des poèmes et des pièces de théâtre. Bien qu'opposé à la guerre, il sert dans l'armée autrichienne pendant la Première Guerre mondiale. Il reçoit plusieurs récompenses pour sa bravoure et est promu lieutenant de réserve. Eisler adhère au Parti communiste d'Autriche à sa fondation en novembre 1918 et prend part à la révolution en Autriche comme membre de la Garde rouge.

### République de Weimar
En 1921, il se rend à Berlin, où sa sœur Ruth joue un rôle de premier plan au sein du Parti communiste. Il devient rédacteur en chef de Die Rote Fahne.
Au congrès du KPD à Essen en 1927, il est élu au Comité central et en même temps au Politburo. De 1927 à 1929, il appartient au groupe des soi-disant conciliateurs et, en 1928, il participe activement à la tentative d'éviction du président du KPD, Ernst Thälmann (affaire Wittorf).

### Internationale communiste
De 1929 à 1931, il est en stage en Chine comme représentant de l'Internationale communiste. De 1933 à 1936, il est le représentant de l'Internationale communiste aux États-Unis sous le nom d'Edwards en tant qu'immigré clandestin.
Pendant la guerre d'Espagne, il prend la direction de la radio Deutscher Freiheitssender 29,8 (de) au nom du Komintern. Au début de la Seconde Guerre mondiale, il se trouve en France, où il est arrêté à Paris en août 1939. Pendant trois ans, il est détenu dans les camps d'internement français du  Vernet et des Milles, près de Marseille.
En mai 1941, il s'enfuit aux États-Unis en tant qu'immigrant régulier. Il vit dans le Queens à New York. Il écrit pour la presse du parti sous un pseudonyme. Avec Kurt_Rosenfeld, il publie The German American et en est le rédacteur en chef jusqu'en 1946.
Il travaille également pour les services secrets soviétiques aux États-Unis. Après le témoignage à charge de sa sœur Ruth Fischer devant le Comité contre les activités anti-américaines, le magazine américain Time le décrit comme l'un des principaux agents soviétiques.

### Fuite de l'Amérique
Eisler ne peut quitter le pays et est condamné à quatre ans de prison en 1947 pour « outrage au Congrès américain et falsification de passeports ». Il est libéré sous caution. Sa sœur, anti-stalinienne engagée en conflit avec ses frères, est témoin à charge. Sa première épouse, Hede Massing, devient plus tard une anticommuniste de premier plan et témoin des activités de l'Internationale communiste aux États-Unis.
Eisler est de nouveau été arrêté en février 1948 et interné à Ellis Island pendant huit semaines. Il évite une condamnation imminente pour espionnage en mai 1949 en fuyant en Europe. Sa femme Hilde Rothstein (de) est arrêtée et internée. Elle suit son mari en RDA et devient rédactrice en chef du magazine Das Magazin en 1956.
En juin 1949, il retourne à Berlin via Londres comme passager clandestin sur un cargo polonais.

### Haut fonctionnaire du SED

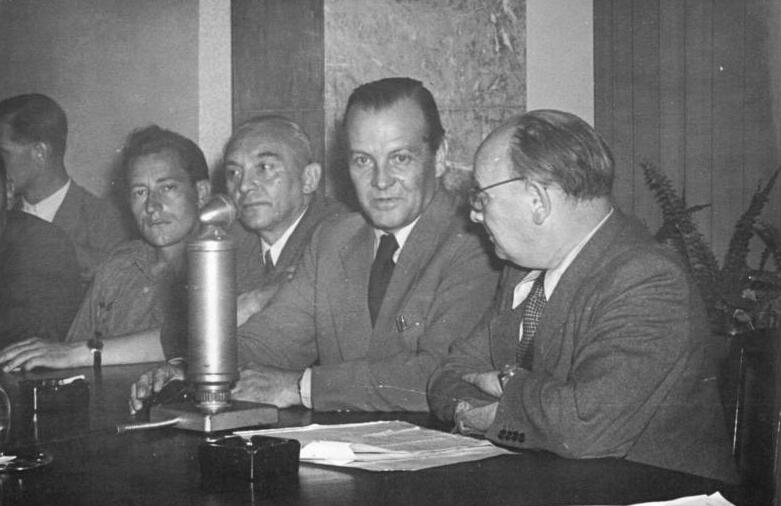
Gerhart Eisler (à droite) lors d'une conférence de presse à Berlin-Est en juin 1951.

Eisler entre dans l'exécutif du SED et devient député à la Volkskammer, le parlement de la RDA. Au cours de la prise du pouvoir du SED, il annonce lors de la réunion de l'exécutif du parti le 4 octobre 1949 à ses collègues qu'en tant que marxistes, ils doivent savoir qu'« une fois que nous formons un gouvernement, nous n'y renonçons jamais, ni par des élections ni par aucun autre moyen ». Jusqu'en 1953, il est responsable de la presse et de la radio au gouvernement. Pour avoir sympathisé avec les opposants à Walter Ulbricht avant et pendant le soulèvement de juin 1953, il est démis de ses fonctions, mais est réhabilité en 1955.
De 1956 à 1962, il est vice-président puis jusqu'à sa mort président du Comité d'État pour la radiodiffusion en RDA, et après 1967 membre du Comité central du SED. Il y est l'un des dirigeants les plus innovants de l'appareil médiatique de la RDA : à son époque, par exemple, est créé le programme de jeunesse DT 64, qu'il défend contre les critiques du parti. À la radio et à la télévision, il anime chaque semaine le Débat du dimanche.
En RDA, plusieurs rues et écoles portent son nom, mais sont renommées après la réunification, comme l'actuelle Nossener Straße dans le quartier berlinois de Berlin-Hellersdorf.
Il reçoit l'Ordre patriotique du mérite en argent en 1957, et en or en 1964,, et en 1962 l'Ordre de Karl-Marx.
Il meurt lors d'un voyage d'affaires en Arménie des suites d'une crise cardiaque. Son urne est enterrée au Mémorial des socialistes au Cimetière central de Berlin-Friedrichsfelde, dans l'arrondissement de Lichtenberg.